# Ebdani

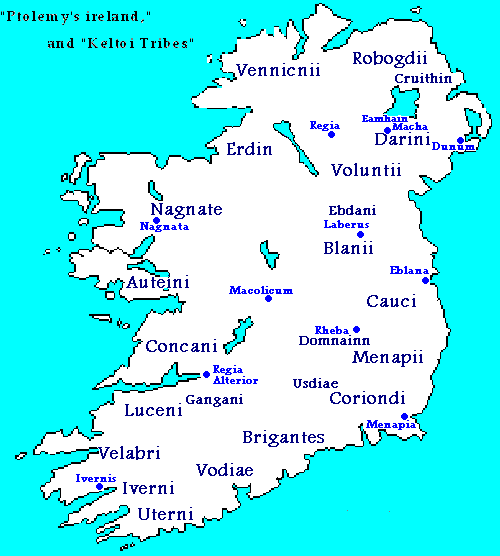
Lijst van Keltische stammen in Ierland volgens Claudius Ptolemaeus.

De Ebdani of Eblani (Grieks:  Ἐβδανοί,  Ἐβλάνοι) waren een volk in het klassieke Ierland, dat rond de tweede eeuw n.Chr. beschreven werd door Ptolemaeus in zijn Geographia. 
Ptolemaeus beschrijft ook een stad die Eblana genoemd werd, die hij tussen de riviermondingen van de Buvinda en de Oboca situeert. Uit Eblana is waarschijnlijk het hedendaagse Dublin gegroeid. Wetenschappers zijn het niet eens of de Ebdani Iers of Keltisch waren. De regio ‘Edmann’, in het oosten van Ierland, verbergt misschien een toponiem voor Ebdani. Dit is echter een hypothetische stelling.